# Brolo
Brolo (Bbrolu in siciliano) è un comune italiano di 5 734 abitanti della città metropolitana di Messina in Sicilia.

## Geografia fisica
La città è situata lungo la costa tirrenica a circa 80 chilometri da Messina e a circa 150 chilometri da Palermo. Il territorio comunale, che ha un'estensione di 7,66 km², è bagnato a nord dal mare Tirreno ed è circondato dalla catena montuosa dei Nebrodi che ne chiudono la quinta scenica a sud.
La zona geografica in cui ricade è formata da una fascia pianeggiante, compresa tra la costa e l'autostrada, che penetra verso l'interno in corrispondenza dei tre corsi d'acqua principali, ossia: la fiumara di Sant'Angelo di Brolo, che segna il confine orientale del territorio comunale, il torrente Iannello e la fiumara di Brolo, che lo attraversano. Questa fascia è racchiusa da una zona collinare che partendo dalla pianura si eleva dolcemente sino a confluire nella catena nebroidea.
I confini amministrativi sono a nord il mare Tirreno, ad ovest con il territorio del comune di Naso, a sud con il comune di Ficarra e a est con il territorio comunale di Piraino e di Sant'Angelo di Brolo.

## Origini del nome
È oramai risaputo che il nome Brolo proviene dall'originale termine Brolium, che nella bassa latinità aveva il significato di parco o giardino.

## Storia

### Origini
Dalla ricostruzione della Tabula Peutingeriana, si possono ricavare alcune notizie storiche riguardanti il territorio di Brolo. Da questa cartografia storica, che descrive la viabilità della Sicilia nel IV secolo, si evince che la strada principale dell'isola, ossia la Via Valeria, metteva in comunicazione la Sicilia settentrionale da oriente ad occidente, conducendo dallo stretto di Messina fino al Capo Lilibeo.
Questa arteria, che attraversava l'attuale centro urbano di Brolo, costituiva un asse di rilievo per gli scambi commerciali dell'epoca. Il tracciato della SS113 ne segue il percorso quasi fedelmente ancor oggi.
Forse ancor prima di essere un borgo di pescatori, il villaggio siciliano era parte fondamentale di quello che Catone, alcuni secoli prima, aveva denominato "granaio del popolo romano".
In La Sicilia nella tabula Peutingeriana, l'Uggeri, in riferimento alla via Valeria, scrive: «Questo percorso, noto nel Medioevo come h basilich odoz (doc. a. 1091), è pedemontano da Tindàro verso Sant'Agata di Militello, scavalcando il Capo Calavà e poi per Gioiosa Marea, Brolo, San Carrà, Scafa, San Martino e Rocca (dove si stacca una variante costiera recenziore per Sant'Agata)».

### Medioevo

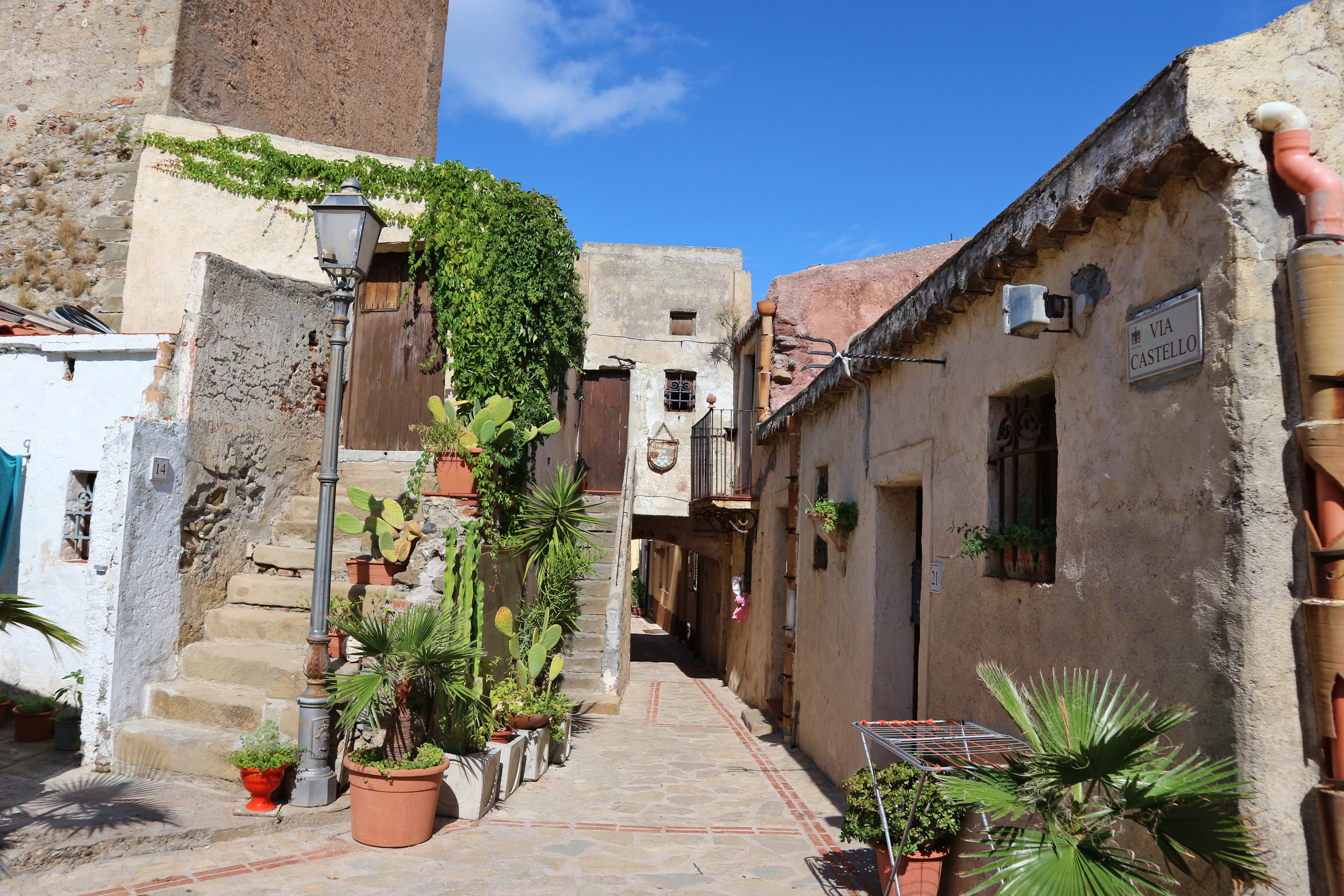
Borgo medioevale del castello

La storia dell'antico originario borgo medioevale nasce e si sviluppa intorno al castello nel periodo normanno, costruito quasi a picco sul mare, il maniero dominava un vasto tratto della costa tirrenica, proteggendo le spiagge sottostanti dalle incursioni piratesche.
Questo edificio adibito al controllo della costa, unitamente al villaggio di pescatori era conosciuto, in epoca normanna, con il termine Voab, termine lasciato in eredità dalla precedente dominazione araba ed il cui significato è «Rocca marina». L'attribuzione di una così impegnativa denominazione rende palese l'importanza che il villaggio ricopriva nel tratto di costa tra Capo d'Orlando e Capo Calavà, in virtù della sua particolare posizione geografica e strategica; il porto di Brolo era il solo presente in questo tratto di litorale, segnalato dal geografo Edrisi nel 1154 con il nome di Marsa Daliah, quasi sicuramente era protetto da una iniziale costruzione adibita all'avvistamento delle navi saracene.

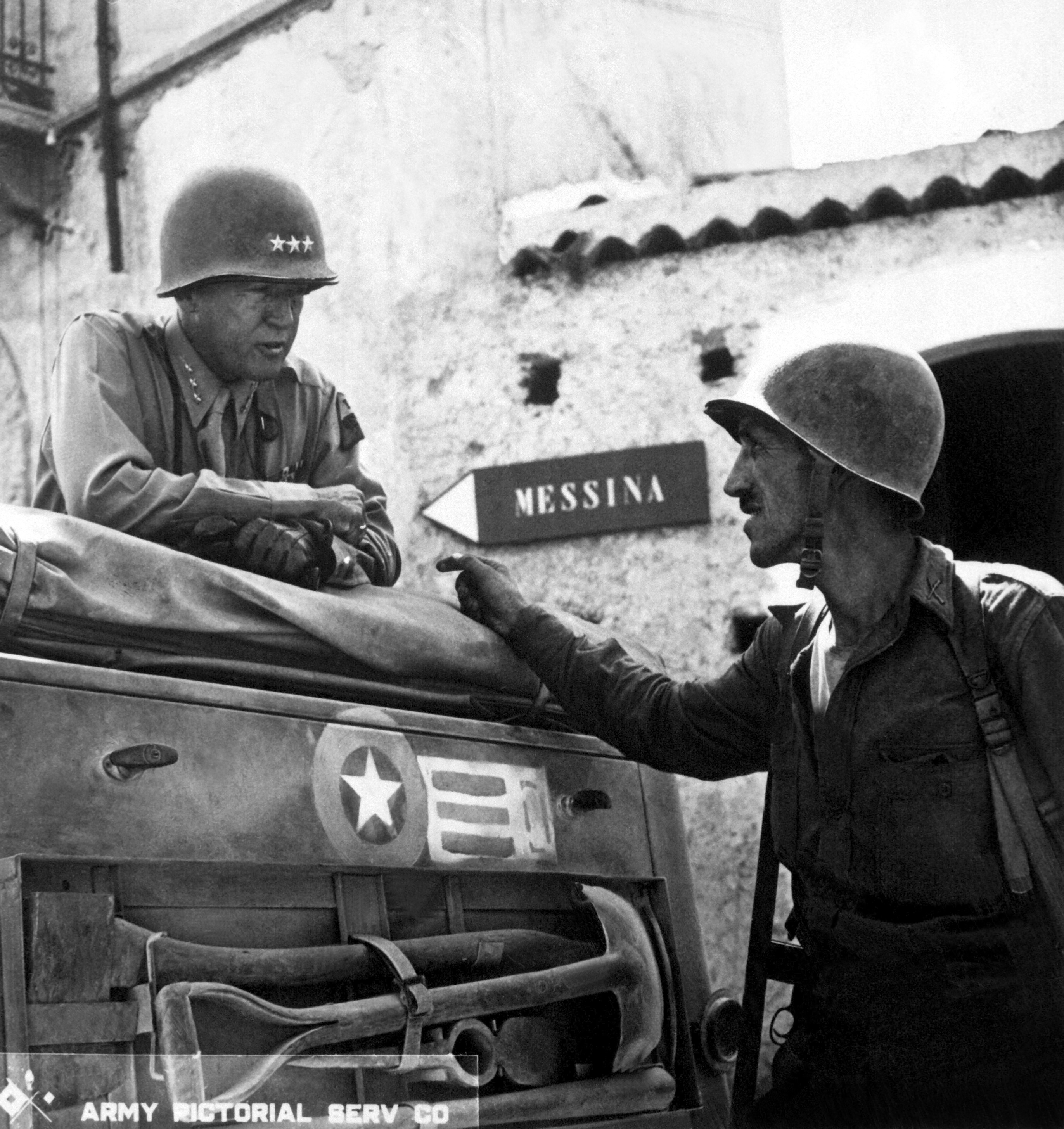
Il generale George Smith Patton in Brolo, 1943.

Non si hanno notizie certe sui fondatori del primo insediamento; le fonti storiche più attendibili fanno risalire la costruzione del primo impianto urbanistico normanno dell'XI secolo, attribuendola ai Primati di Sicilia, nobile famiglia appartenente al ceppo di Bartolomeo d'Aragona e legata alla corte di Federico II.

## Monumenti e luoghi d'interesse

### Architetture religiose

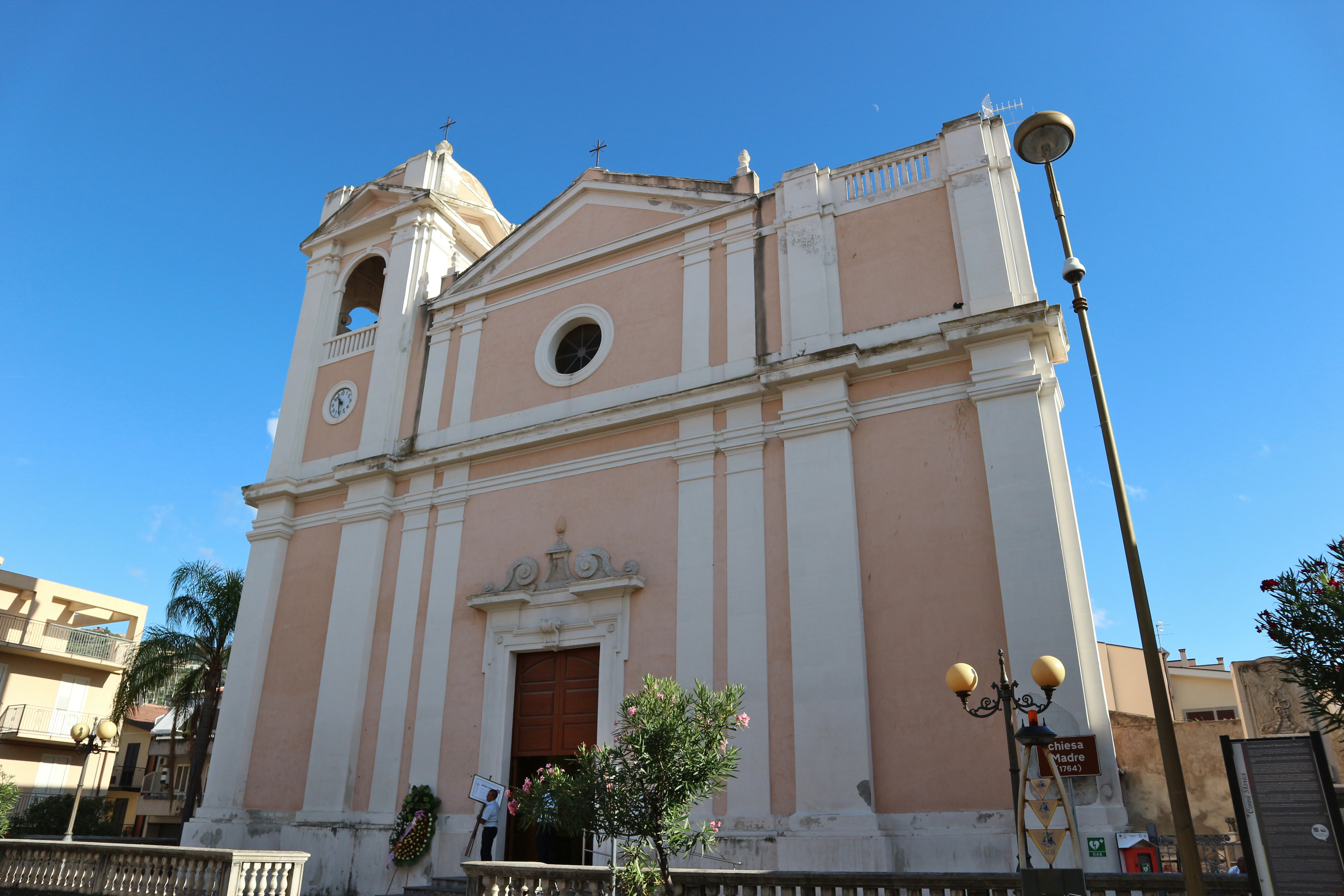
Chiesa di Maria SS. Annunziata

- Chiesa di Maria SS. Annunziata: chiesa Madre di Brolo, costruita nel 1764, dove si conservano dipinti ed affreschi di pregevole fattura.

### Architetture militari
Castello di Brolo
La fortezza medievale che sovrasta il paese, facilmente raggiungibile da una delle tante viuzze che "tagliano" l'ampio borgo medioevale era residenza della principessa Bianca Lancia, moglie nel 1246 di Federico II; il castello sorge su un incantevole promontorio roccioso a picco sul mare, delimitato dalle antiche mura di cinta che racchiudono un parco di alberi ad alto fusto. La sua fondazione risale all'XI secolo, l'antico nucleo centrale risale al periodo normanno, in seguito divenne reggia alla magnifica corte di Federico II e di Manfredi, re di Sicilia nel 1258. Costruito quasi a picco sul mare: il "maniero" dominava un vasto tratto della costa tirrenica, proteggendo le spiagge sottostanti dalle incursioni piratesche. Oggi il castello ospita al suo interno il museo delle fortificazioni costiere della Sicilia, una tra le maggiori attrazioni turistiche del paese.

### Altro
Palazzi nobiliari
Nella cittadina tirrenica sono presenti dei palazzi di carattere aristocratico- borghese degni di essere menzionati per la loro rilevanza storica ed architettonica. Tra questi vi sono i tre palazzi della nobile famiglia Germanà, situati sulla via nazionale, la cui edificazione può essere databile tra la metà del XIX secolo e gli inizi del XX. Altro palazzo di notevole prestigio architettonico è palazzo Germanà - Baratta, sempre posto sulla nazionale, così come i palazzi delle nobili  famiglie Maniaci e Gembillo.
Statua del Cristo degli Abissi
Ogni anno, in occasione della Festa del Mare, la statua del Cristo degli Abissi, collocata sul fondale marino in direzione dello scoglio che si erge di fronte al lungomare, viene fatta "riemergere" e issata sullo scoglio, dove rimarrà per qualche giorno.

## Società

### Evoluzione demografica
Abitanti censiti

## Geografia antropica

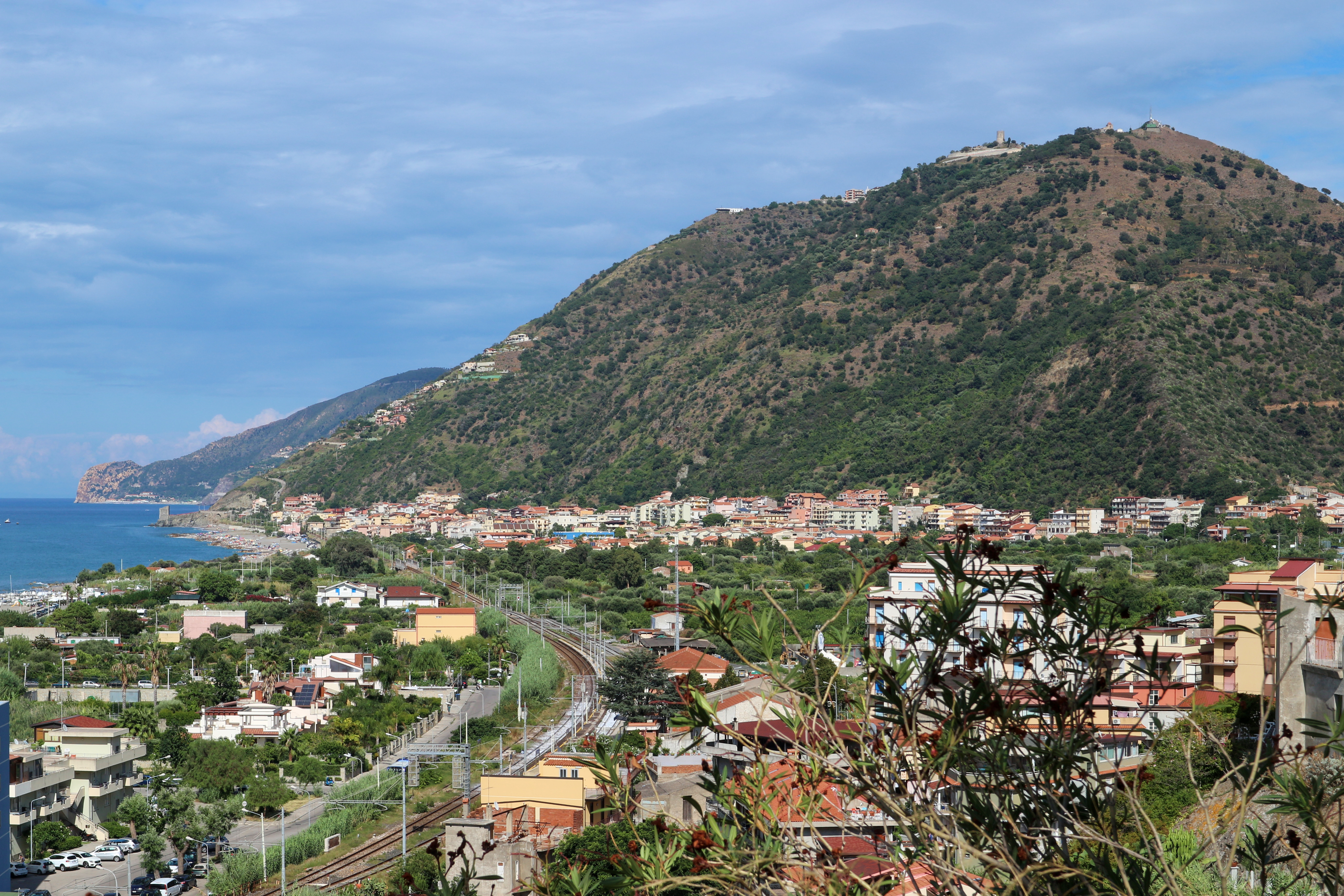
Panorama in direzione est visto dal Castello di Brolo.

Il territorio comunale, che si sviluppa attorno al centro urbano, è formato anche da una serie di frazioni e località che hanno assunto nel tempo un'importanza notevole, sia per l'incremento demografico avuto, sia per la rivalutazione della loro posizione geografica all'interno del territorio, in considerazione soprattutto dell'evoluzione urbanistica dello stesso. La frazione più importante è quella di Piana, che fino a pochi anni or sono era separata dal centro urbano, ma che conseguentemente allo sviluppo dello stesso, che ha scelto, per condizioni intrinseche all'assetto territoriale, come direttrice di sviluppo urbanistico la via Trento - via Piana, è venuta a formare con esso un unico agglomerato urbano.
Contrariamente a quanto avviene in gran parte dei comuni ubicati lungo la costa tirrenica, il centro urbano di Brolo non può espandersi parallelamente all'andamento del litorale, essendo questa direttrice ormai satura e quindi bloccata per un eventuale incremento di edilizia abitativa; per questo motivo gli insediamenti avvengono e si sviluppano nella zona pedemontana.
Già nel 1872 la frazione di Piana era - unitamente alle località: Ferrara, Fosso del Gelso, Cordile, Bosco e Mendoleri - una delle cinque sezioni censuarie di Brolo.
Altre frazioni e località si susseguono lungo la Strada Provinciale Brolo - Lacco, nell'ordine: Parrazzà, Iannello, Lacco, Sellica e Casette.
Oggi Parrazzà può considerarsi un vero nucleo urbano, infatti in questa zona collinare sono stati realizzati diversi complessi edilizi; l'eccellente panorama e la relativa tranquillità accrescono l'appetibilità del luogo, influenzando positivamente l'espansione urbanistica.
Lungo le pendici della frazione di Iannello, che è situata in una zona collinare a 290 metri s.l.m., si possono ammirare splendidi scorci di paesaggio agreste.
Il percorso che conduce da questa frazione sino a quella di Lacco è disseminato di ulivi, questa coltura, che unitamente agli agrumi è la più diffusa nelle zone collinari dei Nebrodi, rappresenta la componente predominante di questo paesaggio.
Non bisogna tralasciare tra le tante funzioni di questa diffusissima essenza quella di presidio alla difesa della collina; una ragione in più per salvaguardare questa coltura ai fini della prevenzione dei dissesti geologici.
La frazione collinare di Lacco, situata a circa 500 metri s.l.m., è divisa tra i comuni di Brolo e di Piraino; da un documento, recante la data del 10 ottobre 1871, si evince che "Lacco. Confina colla Chiesa di Maria Addolorata e con la casa di Antonino Cardillo e di Pietro Gumina, e col territorio di Pirajno".
Le frazioni di Sellica e Casette, che si trovano a circa 600 ÷ 700 metri s.l.m., sono la parte di territorio comunale più interna. Queste zone confinano con i comuni di Sant'Angelo di Brolo e di Ficarra.
Percorrendo la strada statale 113 Settentrionale Sicula in direzione Gliaca di Piraino si arriva nelle seguenti località: contrada Scinà, contrada Lago e quartiere S. Anna; queste ultime due a ridosso del torrente Sant'Angelo.
Questa porzione di territorio è caratterizzata da superfici destinate all'agricoltura, principalmente agrumeti, la specie più diffusa è il limone (Citrus limon), di esso la coltivazione predominante è il Femminello Comune da cui si è originata, a causa delle caratteristiche del microclima locale, la cultivar del Femminello di Brolo, denominato « 'u Cucuzzaru». Occasionalmente tra gli agrumi sono inserite piante di ulivo, che apparentemente servono per soddisfare il bisogno di olio dei singoli proprietari, ma che in passato univano all'utilità principale di alberi frangivento, quella di confine di proprietà.
In prossimità delle sparse abitazioni ritroviamo consociate agli agrumi, varie specie di alberi da frutto ed alcuni appezzamenti di terreno destinati ad orti, che soddisfano le esigenze delle singole famiglie.
Identica destinazione d'uso riguarda i terreni ad ovest del centro urbano; prima di arrivare nel territorio di Naso incontriamo la località anticamente denominata "Filanda", oggi ormai inglobata nella contrada Malpertuso.
In questa zona gli alberi di ulivo proteggono gli agrumi, i cui impianti ricadono a ridosso della costa, dalla salsedine; la funzione di piante frangivento è assolta dai cipressi.

## Infrastrutture e trasporti

### Strade
Brolo è attraversato da ovest a est dalla strada statale 113 Settentrionale Sicula, inoltre è presente l'uscita autostradale "Brolo " della autostrada A20.

### Ferrovie
La stazione di Brolo-Ficarra, che si trova lungo la Ferrovia Palermo-Messina, è attiva dal 1893 ed è servita da treni regionali per i due capoluoghi svolti da Trenitalia.

## Amministrazione
Di seguito è presentata una tabella relativa alle amministrazioni che si sono succedute in questo comune.
| Periodo          | Periodo          | Primo cittadino           | Partito                              | Carica          | Note        |
| ---------------- | ---------------- | ------------------------- | ------------------------------------ | --------------- | ----------- |
| 24 novembre 1987 | 22 maggio 1990   | Rosario Fonti             | Democrazia Cristiana                 | Sindaco         | [ 8 ]       |
| 22 maggio 1990   | 15 maggio 1993   | Giuseppe Laccoto          | Democrazia Cristiana                 | Sindaco         | [ 8 ]       |
| 5 dicembre 1993  | 1º dicembre 1997 | Basilio Germanà           | Democrazia Cristiana/Forza Italia    | Sindaco         | [ 8 ]       |
| 1º dicembre 1997 | 28 maggio 2002   | Giuseppe Laccoto          | Partito Popolare Italiano            | Sindaco         | [ 8 ]       |
| 28 maggio 2002   | 15 maggio 2007   | Giuseppe Laccoto          | Democrazia è Libertà - La Margherita | Sindaco         | [ 8 ]       |
| 15 maggio 2007   | 8 maggio 2012    | Salvatore Messina         | lista civica                         | Sindaco         | [ 8 ]       |
| 8 maggio 2012    | 3 dicembre 2013  | Salvatore Messina         |                                      | Sindaco         | [ 8 ] [ 9 ] |
| 30 dicembre 2013 | 27 maggio 2014   | Carmelo Marcello Musolino |                                      | Comm. regionale | [ 8 ]       |
| 27 maggio 2014   | 29 aprile 2019   | Rosaria Ricciardello      | Forza Italia                         | Sindaco         | [ 8 ]       |
| 29 aprile 2019   | in carica        | Giuseppe Laccoto          | Lista civica                         | Sindaco         | [ 8 ]       |

### Altre informazioni amministrative
Il comune di Brolo fa parte delle seguenti organizzazioni sovracomunali: regione agraria n.8 (Colline litoranee di Patti).

## Sport
- A Brolo gioca la locale società calcistica A.P.D. Futura, fondata nel 1996 e militante nel campionato di 1ª categoria. I colori sociali sono il giallo e il blu e disputa le sue partite allo stadio Comunale con capienza di 1200 posti.

- A Brolo giocava anche la società calcistica Treesse, che militava nel campionato di 1ª categoria

- Brolo annovera tra le storiche società calcistiche la Tiger, che ha raggiunto la serie D nella stagione 2014/15 e la Piana di Brolo, che ha raggiunto l'Eccellenza alla fine degli anni '90.

- A Brolo giocava anche la società di pallavolo Volley Brolo, militante nel campionato di Serie A2 2013-2014 maschile. Disputava le sue partite al PalaTorre di Torrenova

- A Brolo gioca attualmente nella palestra comunale la società "Ricc Volley" che milita nei campionati di prima divisione maschile e femminile.
- A Brolo grazie alla Famiglia Ricciardello, oggi, si può apprezzare lo sport più popolare del momento il Padel. Il circolo da padel fondato nel 2021 conta più di 1000 iscritti da tutta la provincia di Messina.